# ديفيد أليغرا
ديفيد أليغرا (بالإسبانية: David Alegre)‏ هو لاعب هوكي الحقل إسباني، ولد في 6 سبتمبر 1984 في برشلونة في إسبانيا.

## وصلات خارجية
- ديفيد أليغرا على موقع الاتحاد الدولي للهوكي (الإنجليزية)
- ديفيد أليغرا على موقع اللجنة الأولمبية الدولية (الإنجليزية)
- ديفيد أليغرا على موقع أوليمبيديا (الإنجليزية)
- ديفيد أليغرا على موقع اللجنة الأولمبية الإسبانية (الإسبانية)